# Митрополия
Митрополия в пост-класическия латински се използва за главен град на провинция, седалище на гражданското и особено на църковното управление – седалището на главния по ранг прелат (митрополит), на който се подчиняват районните църковни свещеници.

## По време на Римската империя
В Апостолските времена (основно през 1 век) християнската църква се състояла от неограничен брой местни църкви, които в първите години приемат за свой основен център първата църква в Йерусалим. Към IV век се установява система, в която епископът на столицата на всяка гражданска провинция (митрополит) обикновено ръководи епископите на останалите градове в провинцията. Първият Никейски събор от 325 г. за първи път въвежда званието митрополит и фиксира петте най-големи църковни центрове: Рим, Константинопол, Александрия, Антиохия и Йерусалим в провинциите на Римската империя.

## Етимология
От гр. μητρο (столичен, главен) и πολης (град).